# Gjoko Zajkov
Gjoko Zajkov (mazedonisch Ѓоко Зајков; * 10. Februar 1995 in Skopje) ist ein nordmazedonischer Fußballspieler. 

## Karriere

### Klub
Er begann seine Karriere in der Jugend von Rabotnički Skopje, wo er zur Saison 2011/12 in die erste Mannschaft vorstieß. Seinen ersten Einsatz in der Prva Makedonska Liga bekam er am 14. April 2012 bei einem 3:1-Sieg über KF Renova. Hier wurde er für Darko Velkovski eingewechselt und in der Saison drei weitere Male eingesetzt. In der Folgesaison kam er regelmäßig zum Einsatz und in der Spielzeit 2013/14 verpasste er bis Ende November keine einzige Partie, stand danach ein paar Mal nicht im Kader und später wieder regelmäßig.
Zur Saison 2014/15 wechselte er nach Frankreich zu Stade Rennes in die Ligue 1. Mit Ausnahme einer Ligapokal-Partie gegen US Créteil-Lusitanos kam er in dieser Saison für die erste Mannschaft nicht zum Einsatz. Zur nächsten Saison wurde er nach Belgien zu Sporting Charleroi verliehen, wo er in der Spielzeit 2015/16 sechs Mal zum Einsatz kam und fest übernommen wurde. Er kam bislang kaum zum Einsatz.

### Nationalmannschaft
Innerhalb der Nationalmannschaft durchlief er mindestens ab der U17 jede mögliche Mannschaft bis hoch zur U21. Seinen ersten Einsatz für die A-Mannschaft bekam er am 2. Juni 2016 in einer 1:3-Freundschaftsspielniederlage gegen den Iran. Hier wurde er zur zweiten Halbzeit für Leonard Žuta eingewechselt. Für die EM 2021 wurde er in den nordmazedonischen Kader nominiert, kam aber mit diesem nicht über die Gruppenphase hinaus.